# Perkins Engines

Logo marki Perkins

Perkins Engines (Perkins Engines Company Limited) – brytyjskie przedsiębiorstwo będące własnością Caterpillar Inc. z siedzibą w Peterborough produkująca silniki Diesla dla marynarki, rolnictwa i silniki stacjonarne.
Silniki Perkinsa są używane przez wiele przedsiębiorstw produkujących ciągniki i maszyny rolnicze, np. Massey Ferguson, Landini, McCormick, Claas, Ursus, a także takie firmy jak JCB.
Posiada fabryki produkcyjne w:
- Peterborough, Anglia – produkcja silników serii 400, 1100 i 1200;
- Stafford, Anglia – produkcja silników serii 1300, 1600, 2000 i 4000;
- Kurytyba, Brazylia – otwarta w 2003 roku w celu produkcji serii 1000, obecnie produkuje serię 1100;
- Seguin, Teksas – produkcja silników serii 1500 and 2000;
- Griffin, Georgia – produkcja silników serii 400;
- Aurangabad, Indie – produkcja silników serii 400;
- Wuxi, Chiny – otwarta w 2008 roku produkcja, silników serii 400 i 1100;
- Wimborne, Anglia –- produkcja silników morskich;
- Hosur, Indie - otwarta w 2015 roku, produkcja silników serii 1100.

## Historia
Firma Perkins Engines została założona w 1932 w Peterborough w Anglii przez Franka Perkinsa. W 1959 została sprzedana producentowi maszyn rolniczych Massey Ferguson, następnie stała się częścią LucasVarity plc. W 1994 Perkins wyprodukował swój 15-milionowy silnik. Caterpillar zakupił spółkę Perkins Engines od LucasVarity w 1998 r. za 1,325 miliarda dolarów.
W 1960 roku rozpoczęto produkcję silnika 6.354 z bezpośrednim wtryskiem paliwa.
W sierpniu 1964 roku z taśmy produkcyjnej zjechał pierwszy silnik typu 4.236 wyprodukowany w ilości około 4,5 mln sztuk.
W 1967 roku licencję na produkcję 5 typów silników zakupiła bułgarska firma VAMO (Varna Motors) z Warny.
W Polsce produkowano silniki Perkinsa z serii AD3.152 oraz A4.236 w Zakładach Mechanicznych „Ursus” na podstawie licencji zakupionej na ciągniki rolnicze w 1974 roku od firmy Massey Ferguson. Produkcja 3-cylindrowego silnika w Polsce rozpoczęła się w 1978 r.
W maju 1997 roku powstała spółka joint venture Perkins Lovol Engines (Tiencin) Co. Ltd produkująca silniki Perkins w Chinach. 31 grudnia 2007 roku skończyły się prawa firmy Lovol do używania nazwy Perkins.
W 1998 roku Varity sprzedaje aktywa Perkins firmie Caterpillar, tym samym zapoczątkowując nową erę w Peterborough.
W 1999 roku rozpoczęto produkcję serii 1000 z nowo zaprojektowaną komorą spalania o zmniejszonej emisji spalin i hałasu i mniejszym zużyciem paliwa.
W 2003 roku rozpoczęto produkcję silników serii 1104D spełniających normę Stage IIIA/Tier 3.
27 listopada 2008 roku powstała spółka joint venture Perkins Shibaura Engines (Wuxi) Company Limited (PSEW) pomiędzy IHI Shibaura Machinery Corporation (ISM) i Perkins Engines Company Limited (Perkins) produkująca silniki diesla serii 400 i 1100 w Wuxi w Chinach.
W 2011 roku Fiat Powertrain Technologies zaczął dostarczać firmie Perkins 3,4 litrowe silniki spełniające normę Tier 4 Interim/Stage IIIB o mocy od 45 kW (60 KM) do 86 kW (115 KM) produkowane w swojej fabryce w Turynie. Silnik będzie występował na rynku jako Perkins serii 854.